# Passeport mozambicain
Le passeport mozambicain est un document de voyage international délivré aux ressortissants mozambicains, et qui peut aussi servir de preuve de la citoyenneté mozambicaine. 